# Jafa
Jafa ist eine Slang-Bezeichnung für die Einwohner Aucklands. Ursprünglich war es als Kränkung der Einwohner gedacht und ist eine Abkürzung für Just Another Fucking Aucklander (etwa nur ein weiterer verdammter Aucklander). Manche Auckländer nutzen es mittlerweile als humorvolle Eigenbezeichnung.

## Entwicklung
Ursprünglich wurde das Wort von Neuseeländern, die nicht in Auckland lebten, genutzt.
Die Dominanz der Aucklander, die etwa ein Drittel der Einwohner des Landes stellen, war vermutlich Grund für die Entstehung des Wortes. Auch große Erfolge bei den National Provincial Championships in der Rugby Union könnten eine Ursache für die Entstehung des Wortes sein.
1999 übernahm die Stadt das Wort, um Werbung für Tourismus zu machen. Die Kampagne wurde mit 900.000 Neuseeland-Dollar ausgestattet und die Abkürzung in Just amazing fun-filled Auckland (etwa Einfach tolles spaßgeladenes Auckland) umgedeutet. Danach begannen die Einwohner der Stadt das Wort ironisch zu verwenden. Inzwischen ist das Wort aber ganz ohne Ironie in den Wortschatz übergegangen und steht für die Einwohner Aucklands. Die inzwischen positive Verbindung zu dem Wort führt teilweise zur Uminterpretierung zu Just Another Friendly Aucklander (Bloß ein weiterer freundlicher Aucklander). 2004 nannte sich in der Stadt eine Fahrradtaxiunternehmung Jafacabs. Ein Fernsehprogramm von Studenten der Universität nennt sich Jafa TV.
Das Wort findet man heute auch auf Verkehrsschildern, wo es zu vorsichtigem Fahren auffordert. Just Another Fatal Accident. (Bloß ein weiterer schlimmer Unfall)